# Övre norra arméfördelningen
Norra arméfördelningen (6. förd) ursprungligen Övre norra arméfördelningen, var en arméfördelning inom svenska armén som verkade i olika former åren 1941–2000. Förbandsledningen var förlagd i Bodens garnison i Boden.

## Historik
Övre norra arméfördelningen bildades den 1 augusti 1941, som XV. arméfördelningen, genom en omorganisation av Övre Norrlands trupper, som delades i två delar och bildade XV. arméfördelningen och VI. militärområdet. Arméfördelningen var direkt underställd militärbefälhavaren för VI. militärområdet, medan Norrbottens regemente ansvarade för uppsättandet och mobilisering av arméfördelningsstaben. Den 1 oktober 1966 kom beteckningen att ändrades från att anges i romerska siffror till arabiska siffror, det vill säga fördelningen kom att benämnas 15. arméfördelningen. Den 1 juli 1993 sammanslogs Nedre Norrlands militärområde och Övre Norrlands militärområde och bildade Norra militärområdet, där 15. arméfördelningen tillsammans med 12. arméfördelningen utgjorde arméfördelningarna inom militärområdet.
Genom försvarsbeslutet 1992 beslutade riksdagen att försvarets krigsorganisationen skulle spegla fredsorganisationen. Därmed kom arméfördelningsstaben från den 1 juli 1994 att tillsammans Nedre norra arméfördelningen att organiseras som kaderorganiserade krigsförband inom Norra militärområdet (Milo N). Med den nya organisationen antog arméfördelningen namnet Övre norra arméfördelningen (6. förd). Det vill säga arméfördelningen omnumrerades från 15. arméfördelningen till 6. arméfördelningen.
Inför försvarsbeslutet 1996 föreslog regeringen för riksdagen att krigsorganisationen skulle reduceras. Där bland annat de tre militärområdena skulle omfattas av varsin fördelningsstab. Av de sex fördelningsstaberna skulle tre fördelningsstaber med fördelningsförband samt 13 armébrigader bibehållas. Inom Norra militärområdet föreslog regeringen att Nedre norra arméfördelningen skulle upplösas och avvecklas. Den 13 december 1996 antog riksdagen regeringens proposition, vilket medförde att Nedre norra arméfördelningen upplöstes och avvecklades den 31 december 1997. Genom att Nedre norra arméfördelningen upplöstes och avvecklades, blev Övre norra arméfördelningen den enda kvarstående arméfördelningen i Norrland. Det medförde att arméfördelningen antog namnet Norra arméfördelningen, för att namnet skulle spegla att arméfördelningen omfattade hela Norrland.
Inför försvarsbeslutet 2000 föreslog regeringen i sin propositionen för riksdagen, att den taktiska nivån skulle reduceras genom att fördelnings- och försvarsområdesstaber samt marinkommandon och flygkommandon skulle avvecklas. Detta för att utforma ett armétaktiskt, marintaktiskt respektive flygtaktiskt kommando vilka skulle samlokaliseras med operationsledningen. Förslaget innebar att samtliga territoriella staber skulle avvecklades, vilket bland annat innebar att de tre arméfördelningsstaberna upplöstes den 30 juni 2000. I dess ställe bildades den 1 juli 2000 1. mekaniserade divisionen, vilken samlade samtliga fältförband inom armén.

## Verksamhet
Övre norra arméfördelningens främsta uppgift var att utveckla, leda och samordna markstridskrafter för försvar av Övre Norrland inom det ursprungliga Övre Norrlands militärområde (Milo ÖN). Arméfördelningschefen lede den taktiska verksamheten och var direkt underställd militärbefälhavaren för Övre Norrlands militärområde, och från 1993 Norra militärområdet. Efter att Nedre norra arméfördelning upplöstes och utgick ur krigsorganisationen, övertogs dess uppgifter den 1 januari 1998 av Övre norra arméfördelningen i Boden. Arméfördelningens geografiska område täckte då hela Norrland eller 52% av Sveriges yta.

### 1998–2000
Åren 1998–2000 bestod fördelningen av nedan brigader.
- Jämtlands fältjägarregemente och Fältjägarbrigaden (NB 5), Östersund
- Ångermanlandsbrigaden NB 21), Sollefteå
- Norrbottens regemente och Norrbottensbrigaden (MekB 19), Boden

## Förläggningar och övningsplatser
I samband med att fördelningsstaben bildades kom den att samlokaliseras med VI. militärområdesstaben (från 1966 benämnd Övre Norrlands militärområdesstab) i Kommendantbyggnaden vid Norrbottensvägen 4-6, och från 1950-talet även i kanslihuset vid Sveavägen 2. I anslutning till Kommendantbyggnaden uppfördes under 1960-talet en ny stabsbyggnad norr om Kommendantbyggnaden, vilken är uppförd i tre sammansatta flyglar, ditt militärområdesstaben och arméfördelningsstaben förlades.

## Heraldik och traditioner
I samband med att arméfördelningen den 1 juli 1994 blev ett självständigt förband, antogs namnet Övre norra arméfördelningen (6. förd). Fram till 30 juni 1994 hade fördelningen endast benämnts som 15. arméfördelningen. Den nya beteckningen, som 6. arméfördelningen, övertogs från ursprungliga 6. arméfördelningen som verkade åren 1893–1927. Övre norra arméfördelningen sökte sina traditioner ur Bodens trupper som bröts ut ur 6. arméfördelningen i samband med att Bodens fästning togs i bruk.
I samband med att Nedre norra arméfördelningen upplöstes och avvecklades, övertogs dess traditioner av Övre norra arméfördelningen, vilka då antog namnet Norra arméfördelningen för att markera att fördelningen omfattade hela Norrland. I samband med att Norra arméfördelningen upplöstes och avvecklades instiftades Norra arméfördelningens minnesmedalj i silver (NfördMSM). Från den 1 juli 2000 övertogs detta ansvar av 1. mekaniserade divisionen, vilken även övertog traditionsansvaret för samtliga arméfördelningar.

## Förbandschefer
- 1941–1995: ???
- 1992–1994: Överste Bo Hultin [11]
- 1994–1997: Överste 1. gr. Bengt Jerkland [12]
- 1997–1998: Överste 1. gr. Lars Frisk[13]
- 1998–1998: Överste 1. gr. Björn Lundquist (Tf.) [14]
- 1998–2000: Överste 1. gr. Håkan Espmark [15]

## Namn, beteckning och förläggningsort
| XV. arméfördelningen        | 1941-08-01 | – | 1966-09-30 |
| 15. arméfördelningen        | 1966-10-01 | – | 1994-06-30 |
| Övre norra arméfördelningen | 1994-07-01 | – | 1997-12-31 |
| Norra arméfördelningen      | 1994-07-01 | – | 2000-06-30 |

| XV. förd | 1941-08-01 | – | 1966-09-30 |
| 15. förd | 1966-10-01 | – | 1994-06-30 |
| 6. förd  | 1994-07-01 | – | 2000-06-30 |

| Bodens garnison (F) | 1941-08-01 | – | 2000-06-30 |